# Château d’Ansembourg
Château d'Ansembourg (Frans: Grand Château d'Ansembourg) (plaatselijk bekend als "het nieuwe kasteel") is een 17e-eeuws kasteel in Ansembourg in Luxemburg. Het ligt in het dal van de Eisch, ook wel bekend als de Vallei van de Zeven Kastelen. Het staat op een kilometer afstand van de hoger gelegen middeleeuwse Burcht Ansembourg (het oude kasteel).

## Geschiedenis
Tussen 1639 en 1647 liet Thomas Bidart een woning bouwen, die tegenwoordig het centrale deel is van het kasteel. De woning heette toen Maison des Forges (Huis van de Smeden). Tijdens de Dertigjarige Oorlog werd Burcht Ansembourg beschadigd in 1671 en de familie Ansembourg verhuisde naar de woning. In 1713 werden er twee vleugels en twee vierkanten torens aan beide zijden van het kasteel gebouwd in opdracht van Thomas de Marchant, achterneef van Bidart. Tussen 1740 en 1750 werden de tuinen opnieuw ingericht in barokstijl door Lambert-Joseph de Marchant graaf van Ansembourg (1706-1768). In 1759 werd de poort voor de hoofdingang gebouwd en werd het kasteel versierd met wapenschilden. Hij liet ook een oranjerie bouwen (nu verdwenen) en had in het kasteel een bibliotheek met 12.000 werken.

## Tegenwoordig
Sinds 1987 wordt het kasteel gerestaureerd. Eerst werd begonnen met het restaureren van de hogere terrassen en trappen in de tuinen en de muren van het kasteel. In 1999 werden de beelden en de fonteinen in de tuin gerestaureerd en de daken van de twee vleugels van het kasteel in ere hersteld. Ook werd het centrale deel herbouwd. Anno 2014 zijn de restaurateurs aangekomen bij het oudste deel van het kasteel uit de 17e eeuw.
De tuinen van het kasteel zijn elke dag geopend vanaf 9 uur 's ochtends. In het kasteel zelf worden vaak culturele evenementen gehouden.

## Galerij

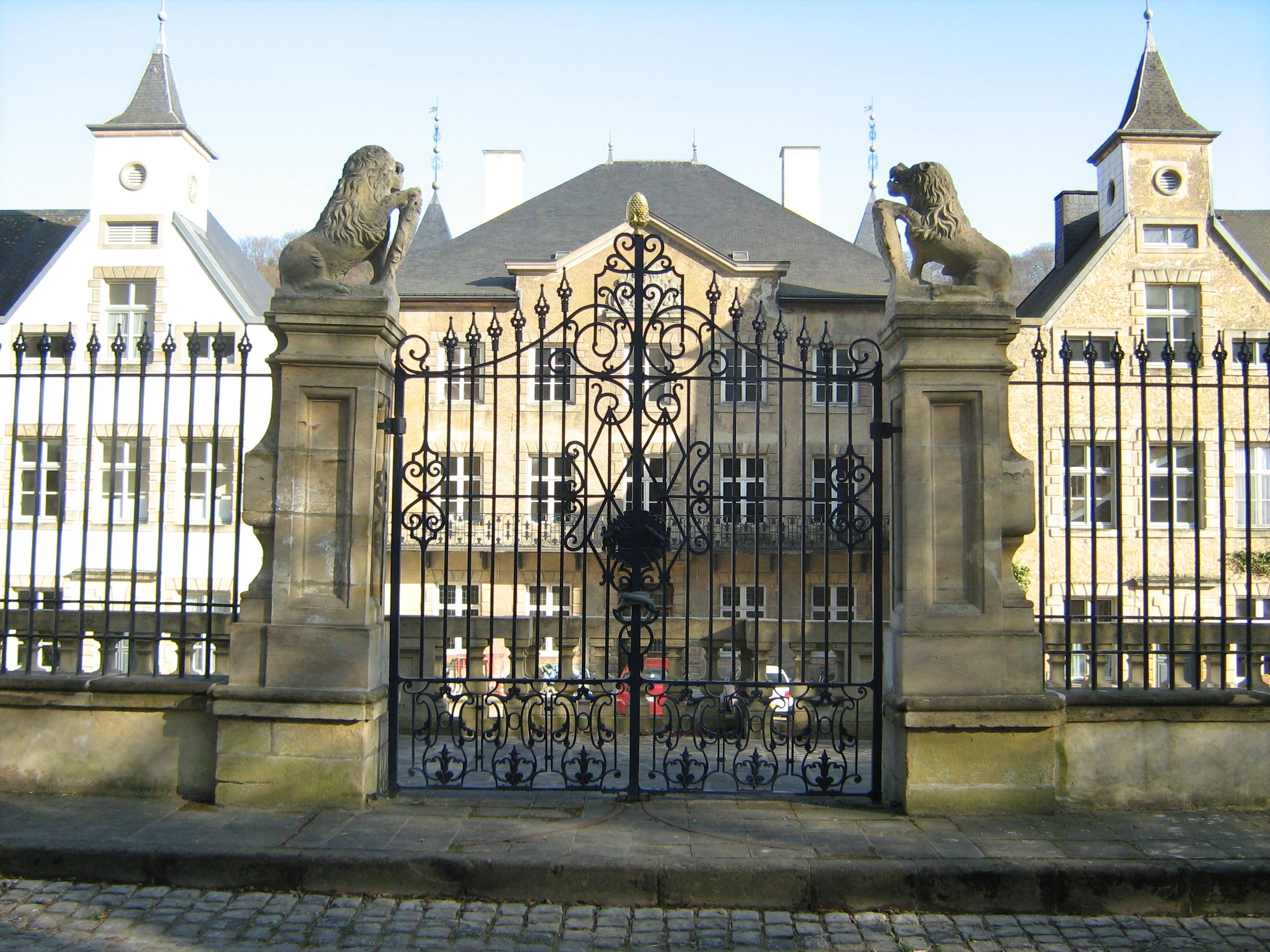
De hoofdingang met de poort uit 1759.
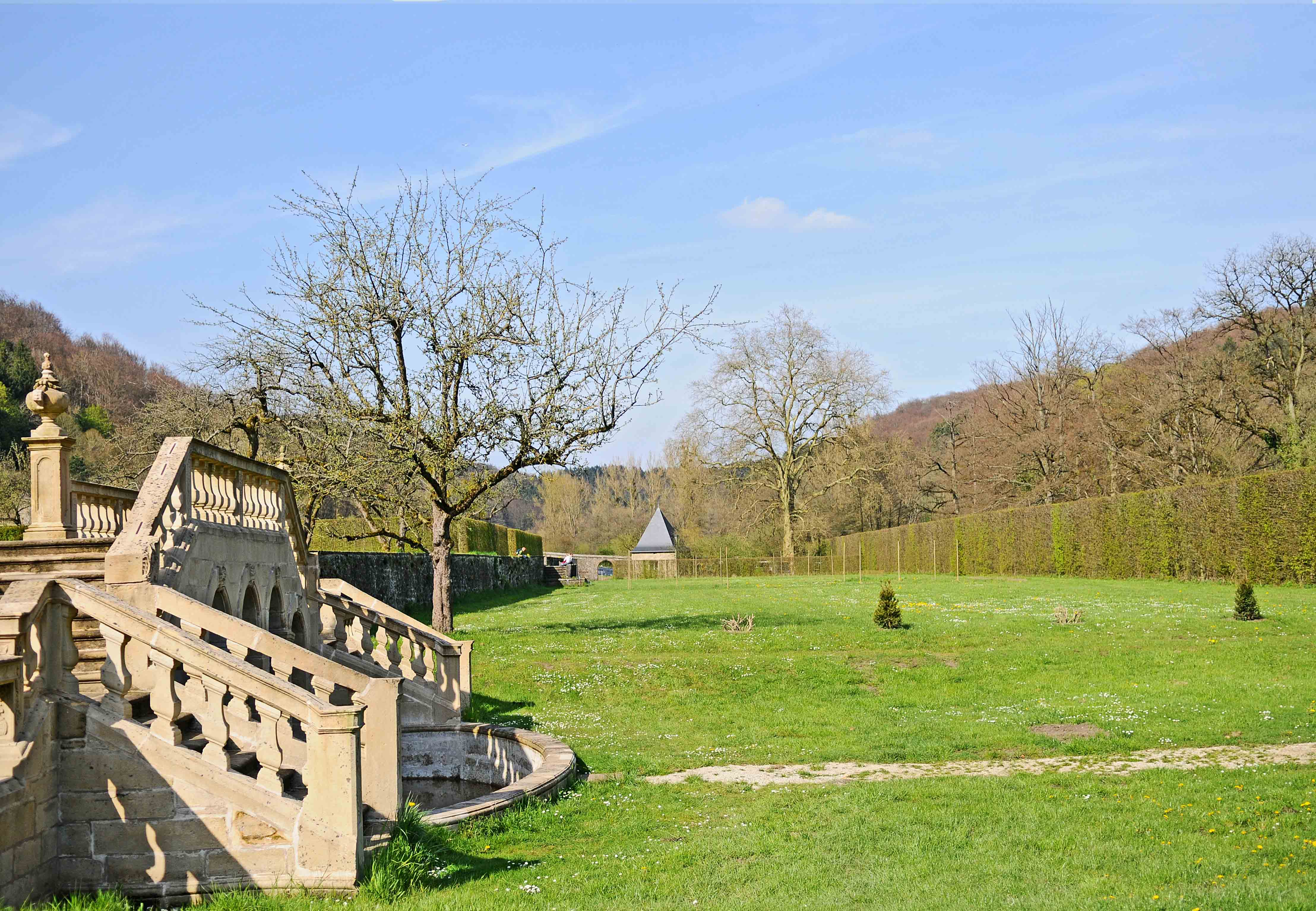
De tuin, kijkend van het westen naar het oosten.
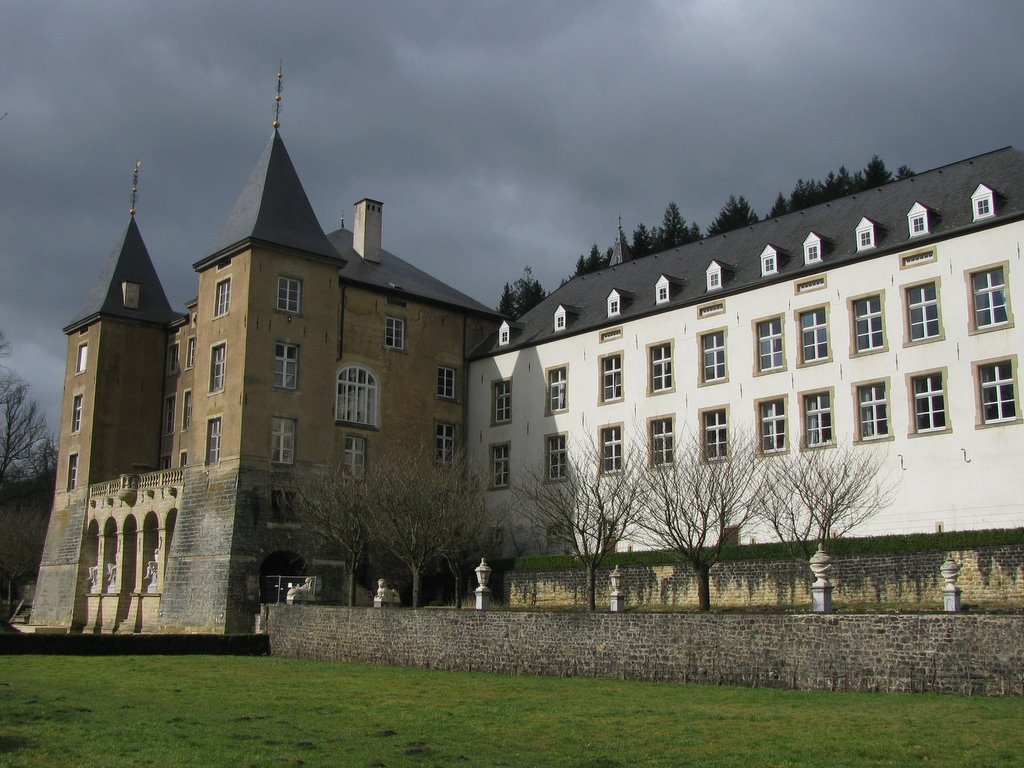
De zuidelijke vleugel.